# Poczta Polska
Poczta Polska er Polens statslige postvæsen, der oprindeligt blev etableret i 1558. De tilbyder brevudbringning, pakkeudbringning, bank og forsikringselskab. Digitale services udbydes via internet-platformen 'Envelo'.
De to største datterselskaber er Capital Group Poczta Polska (Post Bank) og Pocztowe Towarzystwo Ubezpieczeń Wzajemnych (Postal Mutual Insurance Association). De er organiseret med Polens skatteministerie som eneejer og aktionær.